# Blame Booze and Melville
Blame booze and Melville es el 108vo primer episodio de la serie de televisión norteamericana Gilmore Girls.

## Resumen del episodio
Cuando  es publicada la revista a la cual Lorelai había brindado una entrevista semanas atrás, ella y Luke lo celebran a lo grande, y luego de una noche desenfrenada, sospecha que está embarazada, algo que después resulta ser sólo una falsa alarma. Sookie está a punto de dar a luz, y tiene a una niña; sin embargo, le dice a Jackson que deberá hacerse la vasectomía porque ahora tienen dos hijos y ya le parecen suficientes. Por otro lado, Luke se entera de que hay alguien más compitiendo para comprar la casa del viejo Twickham, y esa persona es Kirk. Luego de una discusión en la que intervienen los más veteranos del pueblo, por acuerdo unánime deciden venderle la casa a Luke, argumentando que se la merece porque esperó nueve años para estar con Lorelai y quiere más la casa que Kirk. 
Mitchum habla con Rory sobre su desempeño en el diario, y le dice que tiene todo el talento para ser una buena asistente, pero no como para ser periodista, debido a esto ella falta a la cena de los viernes y busca a Logan, finalmente terminan intentando robar un barco ajeno. 
Mientras Emily patrocina a un bailarín de ballet ruso, tiene una discusión con Lorelai al descubrir todas las cosas que su hija dijo sobre ella en la entrevista para la revista, pero acepta que fue debido a que estaba molesta por lo de Luke, luego de que su hija se disculpa.

## Curiosidades
- A diferencia del primer parto de Sookie y el de Sherry, en los que estaba calmada, esta vez Rory se puso mal.
- Luke afirma en la limusina que no se emborrachaba en años, pero cuando jugó golf con Richard en la presente temporada, estaba algo mareado.
- El sobre azul que abre Emily se va cerrando (por la gravedad), pero luego se abre y cierra solo en un instante.
- Mientras Luke habla con Kirk la taza que este tiene se mueve sola hacia la izquierda, entre tomas, y vuelve luego a su lugar.
- Cuando Sookie y Jackson Salen para el hospital, se puede apreciar sobre el capó del vehículo el reflejo del micrófono de la grabación, inmediatamente después de que Lorelai les habla. Minuto 12.56 a 12.58

- Datos: Q5492437